# Население Гвинеи-Бисау

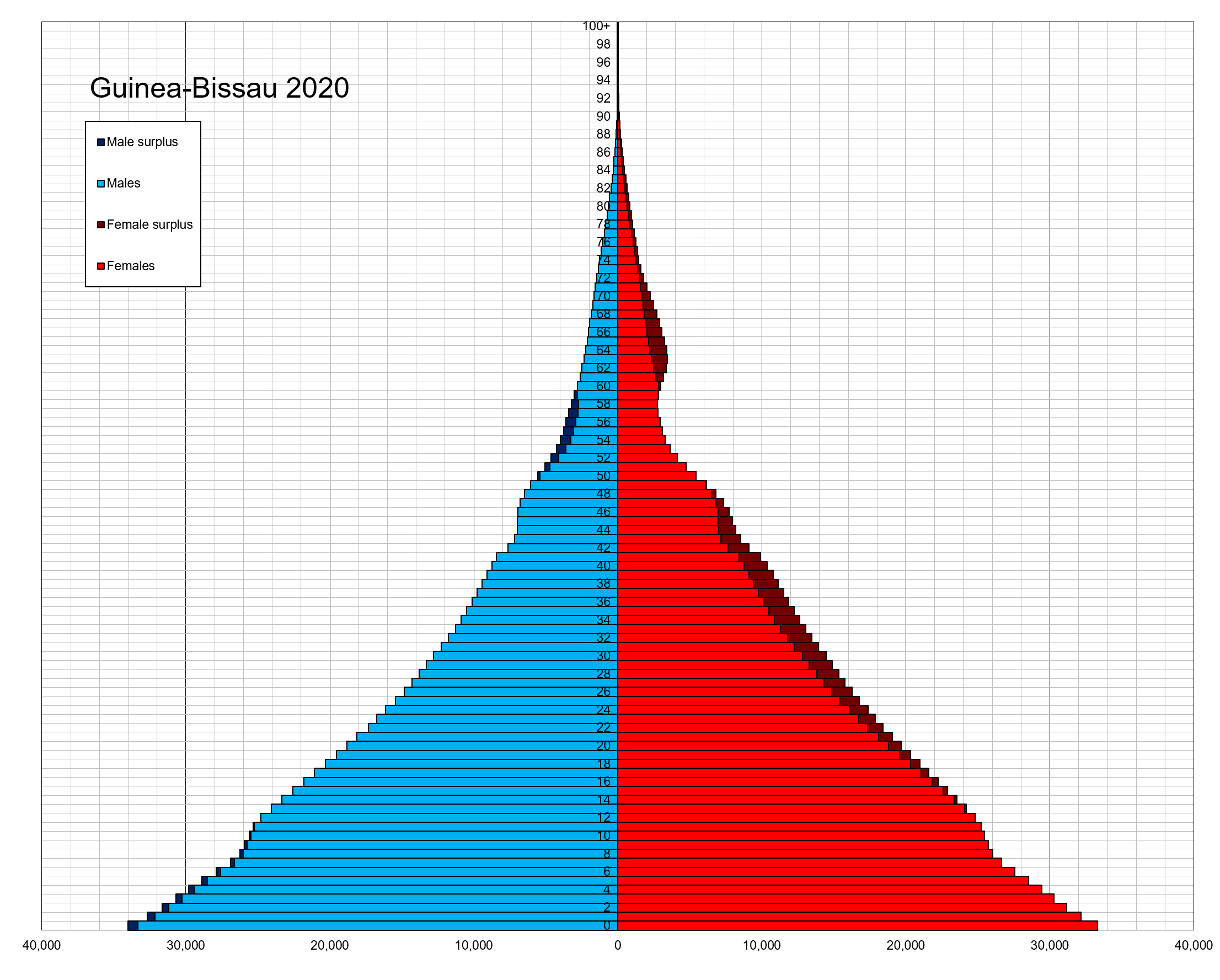
Возрастно-половая пирамида населения Гвинеи-Бисау на 2020 год

Население Гвинеи-Бисау, согласно переписи 2002, составляло 1 345 479 чел. По состоянию на 2006 оценивается в 1,44 млн чел. Чернокожее население составляет более 99 %. Основные народности: фульбе, малинке, манджак, пепель, баланте, биафада (см. Атлантические языки, Языки манде). Имеются потомки португальского населения. Официальным языком является португальский.
45 % населения исповедуют ислам, 8 % — католичество, остальные придерживаются традиционных языческих верований.
Более 40 % населения составляют подростки до 14 лет.
Уровень рождаемости — около 40 на 1000 жителей в год, уровень смертности — около 15. Страна входит в десятку «лидеров» по уровню младенческой смертности (112 смертей на 1000 рождений).
Средняя продолжительность жизни у мужчин не достигает 50 лет, у женщин едва превышает этот показатель.
| Год  | Численность населения | Рождаемость (на 1000 человек) | Смертность (на 1000 человек) | Детская смертность (на 1000 младенцев) |
| ---- | --------------------- | ----------------------------- | ---------------------------- | -------------------------------------- |
| 1992 | 1 047 137             | 42,00                         | 18,00                        | 124                                    |
| 1993 | 1 072 439             | 41,26                         | 17,45                        | 122,10                                 |
| 1994 | 1 098 231             | 40,75                         | 17,03                        | 120,00                                 |
| 1995 | 1 124 537             | 40,24                         | 16,62                        | 117,90                                 |
| 1996 | 1 151 330             | 39,70                         | 16,23                        | 115,80                                 |
| 1997 | 1 178 584             | 39,17                         | 15,85                        | 113,70                                 |
| 1998 | 1 206 311             | 38,67                         | 15,48                        | 111,61                                 |
| 2000 | 1 285 715             | 39,63                         | 15,62                        | 112,25                                 |
| 2001 | 1 315 822             | 39,29                         | 15,33                        | 110,40                                 |
| 2002 | 1 345 479             | 38,95                         | 15,05                        | 108,54                                 |
| 2003 | 1 360 827             | 38,41                         | 16,62                        | 110,29                                 |
| 2004 | 1 388 363             | 38,03                         | 16,57                        | 108,72                                 |
| 2005 | 1 416 027             | 37,65                         | 16,53                        | 107,17                                 |
| 2006 | 1 442 029             | 37,22                         | 16,53                        | 105,21                                 |